# 2022年中国大陆
| 中国历史 / 中国历史年表 |
| 世紀： 20世纪中国 / 21世纪中国 / 22世纪中国 |
| 年代： 1990年代中国大陆 / 2000年代中国大陆 / 2010年代中国大陆 / 2020年代中国大陆 / 2030年代中国大陆 / 2040年代中国大陆 / 2050年代中国大陆                     |
| 年份： 2018年中国大陆 / 2019年中国大陆 / 2020年中国大陆 / 2021年中国大陆 / 2022年中国大陆 / 2023年中国大陆 / 2024年中国大陆 / 2025年中国大陆 / 2026年中国大陆 |
| 纪年： 壬寅年（虎年）、中华人民共和国成立73周年 |

## 党和国家领导人

### 最高领导人
- 中共中央总书记：习近平

### 国家元首
- 国家主席：习近平
  - 国家副主席：王岐山

### 政府首脑
- 国务院总理：李克强
  - 国务院副总理：韩正、孙春兰、胡春华、刘鹤
  - 国务委员：魏凤和、王勇、王毅、肖捷、赵克志

### 最高国家权力机关
- 全国人大常委会委员长：栗战书
  - 全国人大常委会副委员长：王晨、曹建明、张春贤、沈跃跃、吉炳轩、艾力更·依明巴海、万鄂湘、陈竺、王东明、白玛赤林、丁仲礼、郝明金、蔡达峰、武维华

### 政治协商会议
- 全国政协主席：汪洋
  - 全国政协副主席：张庆黎、刘奇葆、帕巴拉·格列朗杰、董建华、万钢、何厚铧、卢展工、王正伟、马飚、陈晓光、梁振英、夏宝龙、杨传堂、李斌、巴特尔、汪永清、何立峰、苏辉、郑建邦、辜胜阻、刘新成、何维、邵鸿、高云龙

### 最高监察机关
- 国家监委主任：杨晓渡
  - 国家监委副主任：刘金国、 杨晓超、 李书磊、 徐令义、 肖培、 陈小江

### 国家司法机关
- 最高人民法院院长：周强 首席大法官
- 最高人民检察院检察长：张军 首席大监察官

## 大事记
2022年中国大陆：1月 - 2月 - 3月 - 4月 - 5月 - 6月 - 7月 - 8月 - 9月 - 10月 - 11月 - 12月

### 1月
- 1月1日：
  - 因應2019冠狀病毒病本土疫情，浙江寧波北崙區啟動一級應急響應，實施封閉管理[1]；寧波飛往北京和深圳的航班分別於即日及翌日起全部取消[2][3]。
  - 就日前西安有民眾外出買食物時遭到防疫人員毆打，當地警方通報指，已將兩名防疫人員行政拘留。[4][5]
  - 晚間，陝西西安市有孕婦因核酸檢測問題被拒絕入院，最終大出血並流產。[6]
- 1月2日：本土疫情嚴峻之際，西安雁塔區委書記王斌被免職，由該市副市長楊建強兼任。[7]；河南禹州全市實施封閉管理[8]。
- 1月3日：因應疫情，河南禹州全市實施禁足令，並禁止所有未經批准的車輛上路。[9]
- 1月4日：
  - 中共中央總書記習近平前往北京冬奧各場館視察。北京冬奧組委會同日針對參賽隊職員及工作人員等啟動「閉環管理」。[10]
  - 因應疫情，中國民用航空局即日起大規模取消海外返華航班，連續數週發布航班熔斷指令，一度觸發「超級熔斷」機制。[11][12]
- 1月5日：
  - 西安市大數據資源管理局黨組書記、局長劉軍被指履職不力，停職受查，並由黨組成員劉鑫替任。[13]
  - 朝鮮正式通知中國，由於「敵對勢力陰謀煽動」和疫情大流行，朝鮮將不會派出官員和運動員出席北京冬奧。[14]
- 1月6日：因應月初西安一名孕婦因核酸檢測問題被拒絕入院導致流產事件引發強烈爭議，西安衛健委公開致歉，並通報追責情況。[15][16]
- 1月7日：就西安疫情中出现民众看病难、医疗供需矛盾等问题，西安市卫健委向全市人民致歉，表示深感愧疚。[17]
- 1月8日：
  - 西藏自治區政府副主席張永澤因涉嫌嚴重違紀違法，接受紀律審查和監察調查。[18]
  - 引發熱議的西安封城日記《長安十日》在中國大陸被全網下架；前《環球時報》總編胡錫進支持該文作者的評論同日被刪除。[19]
- 1月9日：因應疫情惡化，北京市人民政府呼籲市民留在北京過年，非必要不出城。[20][21]；天津市出現Omicron本土疫情且源頭不明，是中國大陸首例，同日全市展開核酸檢測[22]，當地出現搶購潮[23]
- 1月10日：2016年江歌案民事部分在山東青岛城阳区法院一審宣判，被告劉暖曦（原名劉鑫）被判賠償江歌母親江秋蓮69.6萬元。[24]
- 1月11日：國家廣電總局公告指，自2021年10月展開短視頻專項治理，已清理38萬餘個違規賬號及102萬餘條涉及「偽正能量」的短視頻節目。[25]
- 1月12日：中國消費者協會點名批評美國連鎖快餐店肯德基日前推出的盲盒套餐是誘導消費者不理性消費，呼籲民眾抵制。[26][27]
- 1月13日：最高人民檢察院公布指，吉林檢察機關已於近日對孫力軍案提起公訴，指他涉嫌受賄、操縱證券市場、非法持有槍支。[28]
- 1月14日：歐洲國家丹麥與荷蘭分別宣布外交抵制北京冬奧，原因是關注中國人權情況。[29]
- 1月15日：中共中央紀委與中央廣電總台聯合製作的反腐專題片《零容忍》第一集首播，揭露公安部原副部長孫力軍政治團伙案細節。[30]
- 1月16日：國家郵政局發出通知，要求嚴防境外疫情通過寄遞渠道輸入。[31]
- 1月17日：
  - 國家統計局公布2021年數據，中國GDP按年增長8.1%，兩年平均增長5.1%，最新季度放緩至4%[32]；生育率創歷史新低，人口淨增長率則創60年來新低[33][34]。
  - 北京冬奧組委宣布調整北京冬奧觀眾政策，確定不會公開銷售門票，改爲「定向組織觀眾」現場觀賽。[35]
- 1月18日：北京冬奧全員必須使用的應用程序「冬奧通」被加拿大網絡安全部門指出存在嚴重安全漏洞，北京冬奧組委否認。[39]
- 1月19日：一名為了尋子從山東到北京打工的染疫男子被公布足跡，其生活艱辛引發廣泛關注，他指控山東威海市公安局在尋找失蹤人口上推諉卸責，當局展開核查。[40]
- 1月20日：國家衛健委召開年內首場發布會，表示中國生育率下降是由婚育觀念轉變、成本偏高、疫情衝擊等多重因素導致，又稱「人口紅利機會窗口期」即將關閉。[41]
- 1月21日：
  - 國務院調查組公布2021年7月河南水災調查報告，認定鄭州市及有關區縣（市）黨委、政府存在失職瀆職行為，均負有責任[42]；同時指出，鄭州當局刻意阻礙、隱瞞不報因災死亡失蹤人數共139人[43]。
  - 河南周口市鄲城縣縣長日前宣稱「惡意返鄉」者一律先隔離後拘留，引發廣泛爭議，中國官媒亦發文批評。[44][45]
- 1月22日：針對美國21日宣布暫停部分赴華航班以作爲對等回應，中國駐美大使館批評此舉「非常不合理」。[46]
- 1月24日：中國外交官趙立堅在推特發布圖文譴責美國在阿富汗戰爭中的作爲，但其後被指扭曲盜用了敘利亞攝影師攝於本國的作品。[47]
- 1月27日：徐州八孩母亲事件引发社会轰动和巨大争议。[48][49]
- 1月28日：北京大學發表研究報告，指中國在中美科技脫鉤中蒙受的損失明顯大於美國，該報告隨後被刪除。[50][51]

### 2月
- 2月1日：中国国家男子足球队在2022年卡塔尔世界杯亚洲区预选赛中客场1-3不敌越南队，彻底无缘本届世界杯决赛圈，引发负评如潮。[52]
- 2月4日：2022年冬季奥林匹克运动会开幕式在中国北京国家体育场举行。[53]
- 2月6日：中国国家女子足球队在2022年亞足聯女子亞洲盃决赛中3-2逆转击败韩国队，夺得队史第九座女足亚洲杯冠军。[54]
- 2月7日：因應COVID-19本土疫情嚴峻，廣西百色市零時起全市實施「不進不出」的防控措施。[55]
- 2月9日：中國海關宣布即日起暫停進口立陶宛牛肉。[56]
- 2月11日：中國最高檢察院宣布以涉嫌受賄罪對浙江省委原常委、杭州市委原書記周江勇作出逮捕決定。[57]
- 2月14日：外企星巴克在重慶的一家門店被指驅趕在店口吃飯的民警，引發爭議，官媒亦發文譴責。[58]
- 2月16日：正值香港COVID-19疫情嚴峻，廣東珠海市各區連日宣布實行反走私偷渡線索舉報獎勵，獎金最高達10萬元。[59][60]
- 2月20日：2022年冬季奧林匹克運動會在中國北京市閉幕。
- 2月21日：一名日本駐北京外交官一度被中國當局扣留，其被指從事與身分不符的活動，日方提出嚴正抗議。[61]
- 2月23日：江蘇省當局就徐州八孩母親事件發布第五次調查通報，成爲官方定調，但仍引起公眾質疑。[62][63][64]
- 2月24日：俄羅斯出兵烏克蘭翌日，中共中央總書記兼中國國家主席習近平與俄羅斯總統普京通電話，就烏克蘭局勢交換意見。[65][66]
- 2月28日：中國駐柬埔寨使館引述當地警方指稱：日前中國公民被綁架至柬埔寨充當「血奴」的事件純屬編造。[67]

### 3月
- 随着奥密克戎变异株的出现，2019冠状病毒病在中国大陆多地和香港开始了新一轮传播，感染人数大幅上升。
- 3月1日：
  - 即日起個人存取現金5萬元人民幣以上或外幣等值1萬美元以上者須登記資料，金融機構須核實客戶身分。[68]
  - 中國大陸《互聯網宗教信息服務管理辦法》正式實施。[72]
- 3月2日：一名曾實名舉報國企男高層對其始亂終棄、在外權色交易的女網友，深夜在微博上載遺書後輕生，其後獲救送院。[73][74]
- 3月3日：因應COVID-19疫情持續，深圳市嚴加封控，福田區實行「掃樓清零」行動，逐家逐戶上門搜查。[75][76]
- 3月4日：2022年冬季殘疾人奧林匹克運動會在中國北京市開幕。
- 3月5日：十三屆全國人大五次會議開幕，國務院總理李克強發表工作報告，預期國內生產總值全年增長5.5%左右。[77]
- 3月14日：因應COVID-19疫情，即日起深圳全市社區實施「封閉式管理」，公交、地鐵停運，爲期7日。[78]
- 3月15日：
  - 中國央視曝光湖南多家酸菜供應商存在加工衛生問題，統一和康師傅等企業隨後終止與相關供應商的合作。[79]
  - 男藝人鄧倫因偷逃稅款，被上海市稅務局追繳稅款並處罰款，合計1.06億元。[80]
- 3月16日：中國國家能源局原副局長劉寶華因受賄7千多萬，一審被判受賄罪，獲刑13年。[81]
- 3月17日：中共中央總書記習近平主持召開中共中央政治局常委會，在會上要求「動態清零」，盡快遏制新冠疫情擴散蔓延勢頭。[82]
- 3月19日：重庆酉阳县车田乡的毛姓男子发现有人经由微信在当地组织小学生及初中生进行性交易，遂向警察检举，并在互联网爆料，遭当地警察勒令“删贴”。[83]
- 3月21日：搭載132名乘客的中国东方航空MU5735号班机在广西梧州坠机，机型为波音737-800。[84]
- 3月28日：上海以黃浦江為界分區分批實施核酸檢測，浦東實施封閉式管理直至至4月1日[85]；當地出現食品搶購潮[86]。
- 3月30日：中國中央電視台在時隔約一年半後復播美國職業籃球聯賽（NBA）的比賽。[87]
- 3月31日：澳洲籍華裔女記者成蕾涉嫌危害國家安全案在北京中級法院閉門審理，澳洲駐華大使未獲准入庭旁聽。[88]

### 4月
- 4月1日：
  - 上海黃浦江以西地區實施「全域靜態管理」，定於4月5日解封；原定當日解封的浦東則繼續封控。[89]
  - 4月1日：安徽灵璧县渔沟中学一初二学生在寝室被多名高中生围殴致死，引发舆论热议。[90]
- 4月2日：江蘇蘇州發現Omicron全新進化支，與全球已知毒株不同源；同日國務院副總理孫春蘭抵達上海，要求堅持「動態清零」。[91]
- 4月6日：陝西婦女拐賣案榆林鐵籠女事件調查結果公布，確認「鐵籠女」身分並指她未受虐待，其丈夫未被追訴，引發爭議。[92]
- 4月8日：北京冬奧會冬殘奧會總結表彰大會在人民大會堂舉行，中共中央總書記習近平發表講話。[93]
- 4月11日：中共上海市委書記李强前往靜安區一個小區視察，期間被居民當面投訴，指摘當局防疫不力。[94]
- 4月12日：上海市虹口區衛健委一名官員疑因工作壓力過大而自殺身亡。[95]
- 4月13日：中共中央總書記習近平在海南省實地考察時強調要繼續堅持動態清零政策，不能放鬆防控工作[96]。
- 4月14日：上海浦東有租賃公寓被徵用為防疫隔離點，不願搬離的租戶與警方爆發衝突；業主翌日發文強調已向租戶提供賠償。[97][98]
- 4月15日：被中國大陸以「顛覆國家政權罪」判刑5年的台灣民進黨前黨工李明哲刑滿出獄，由廈門乘飛機返回台灣。[99]
- 4月16日：神舟十三號載人飛船在東風著陸場成功著陸，航天員翟志剛、王亞平、葉光富安全順利出艙，身體狀態良好。[100]
- 4月18日：招商銀行宣布將行長兼董事田惠宇免職，4日後他因涉嫌嚴重違紀違法被中央紀委國家監委審查調查。[101][102]
- 4月19日：一頭成年抹香鯨在浙江寧波象山縣石浦鎮海域擱淺，翌日被成功送回大海。[103]
- 4月21日：2021年寧波工程學院外教殺人事件一審公開宣判，對美籍教師沙迪德·阿布杜梅亭以故意殺人罪判處死刑。[104]
- 4月22日：中共广西代表会议举行选举，党中央提名的代表候选人习近平以全票当选党的二十大代表[105]。
- 4月24日：記錄上海封控的短片《四月之聲》在中國大陸被屏蔽兩天後，原作者發網文報平安，指自己沒有被帶走。[106][107]
- 4月25日：因應COVID-19疫情，北京朝陽區即日起展開三輪全民核酸檢測，區內多地封控禁足，出現食品搶購潮。[111]
- 4月26日：國家衛健委通報，河南駐馬店市發現全球首例人類確診H3N8亚型（英语：H3N8）禽流感，一名4歲男童病重送醫。[112]
- 4月27日：無人機生產企業大疆創新宣布將暫停在俄羅斯和烏克蘭的所有業務活動。[113]
- 4月29日：湖南長沙市一棟8層高的居民自建房發生倒塌，最終造成53人死亡，10人獲救。[114][115]
- 4月下旬起，河南多家村镇银行涉嫌非法騙取存款導致儲戶無法提款，據報逾40萬人受影響，大批民眾上街抗議。[120]

### 5月
- 5月1日：上海普陀區有福利院將仍存活的年长者裝屍袋、險送殯儀館火化，引發民憤；其後該區民政局5名官員被問責調查。[121][122]
- 5月3日：因應疫情，河南鄭州市宣布翌日起封控一周，非必要不得進出該市，當地爆發搶購潮，晚間離城道路交通堵塞。[123][124]
- 5月5日：中共中央總書記習近平要求堅決同一切歪曲、懷疑、否定中國防疫政策的言行做鬥爭；評論員胡錫進同日發文反對不斷封城，不久被刪除。[128]
- 5月6日：湖南長沙的比亞迪工廠被指長期不當排放廢氣令居民集體不適，引發街頭抗議；翌日比亞迪否認排放超標，稱已報警。[129][130]
- 5月8日：法學教授童之偉發網文質疑上海當局強送民眾隔離、強入民宅消毒屬非法，文章被廣傳後迅速被刪，童之偉的微博被禁言。[134]
- 5月10日：北京舉行慶祝中國共青團成立100周年大會，中共中央總書記習近平出席並發表講話。[135]
- 5月13日：針對網傳有內地居民被拒辦護照或出境時被剪毀護照和綠卡，國家移民局指全屬假消息，但重申疫情下會從嚴限制非必要出境活動。[136]
- 5月15日：北京大學以防疫爲由在學生宿舍範圍建墻阻隔，引發大批學生聚集抗議，並將墻推倒；副校長出面與學生對話，承諾會作出讓步。[137][138]
- 5月16日：上海即日起逐步放寬管控，旋即出現「離滬潮」，火車票一票難求，大批民眾湧向虹橋火車站，單日預計載客量逾1萬人次。[143]
- 5月17日：針對河北保定一家幼兒園日前被指提供腐壞食物導致孩童集體腹瀉，當地教育局等部門介入調查，幼兒園園長被免職。[144][145]
- 5月20日：5年期以上貸款市場報價利率超預期下調15個基點；此後全國多地首套房貸利率下調至4.25%，創近10年來新低。[146]
- 5月21日：汽車品牌奧迪發布廣告片《人生小滿》，被一名內地網紅指控是抄襲其影片文案，但後來該網紅的有關影片也被揭涉及抄襲。[150]
- 5月25日：中國國務院總理李克強召開「全國穩住經濟大盤電視電話會議」，翌日再公布13條保外貿政策。[151][152]
- 5月26日：中國人教社出版的小學數學教科書被指人物插畫醜陋，引發熱議；其後更多教材和兒童繪本都被揭存在問題插畫。[153][154]
- 5月末，甘肃临夏传出「临夏12岁残疾女孩自述被三人强奸，报案后未立案」。事件曝光后，嫌犯在31日被该市警察拘留。[155]

### 6月
- 6月1日：中国上海市正式解除因应2019冠状病毒病疫情实施的封控措施。[156]
- 6月2日：美國電商亞馬遜宣布旗下電子書店Kindle將於2023年6月30日退出中國市場。[157][158]
- 6月3日：針對月前河南一名女大學生突發腦出血時致電急救中心2小時後才獲送院、13日後死亡，引發家屬質疑，鄭州市衛健委宣布成立調查組。[159][160]
- 6月4日：貴廣高鐵D2809次列車在榕江站遇上泥石流並發生脫軌事故，造成1人死亡、8人受傷。[161]
- 6月5日：中国神舟十四号载人飞船发射。[162]
- 6月6日：中國國家安全部公布部門規章《公民舉報危害國家安全行為獎勵辦法》。[163]
- 6月7日：2022年中國高考開考，全國共1193萬人報考，創歷年新高；因應防疫，上海延期至7月開考。[164][165]
- 6月8日：中共中央總書記習近平前往四川考察，強調要保持社會經濟穩定發展，堅持「動態清零」。[166]
- 6月9日：中國人民解放軍空軍一架殲-7飛機訓練失事，墜入湖北襄陽市民房引發火災，造成民眾1死2傷，飛行員成功跳傘。[167]
- 6月10日：河北唐山市凌晨發生性騷擾兼圍毆女性的惡劣傷害事件，引發公憤，9名嫌犯翌日下午全部落網。[168][169]
- 6月12日：多名河南村鎮銀行的外省存戶發現健康碼無故被「轉紅」，無法前往河南取款和上訪，引發廣泛批評。[176]
- 6月13日：四川省文物考古研究院稱，三星堆遺址新出土的器物表明古蜀文明是中華文明的一部分。[177]
- 6月14日：河南多地被曝推行政策，降分錄取「無上訪社區」的中考考生，引發爭議，部分縣市隨後暫停政策。[181]
- 6月15日：中央軍委主席習近平日前簽署命令發布的《軍隊非戰爭軍事行動綱要（試行）》，即日起實施。[182]
- 6月16日：新疆維吾爾自治區的和若鐵路正式開通營運，與格庫鐵路、南疆鐵路共同構成世界首條沙漠鐵路環線。[183]
- 6月17日：中國第三艘航空母艦在江南造船廠下水，被命名為「中国人民解放军海军福建舰」。[184]
- 6月19日：中共中央辦公廳發布規定，對各級各類領導幹部配偶、子女及其配偶經商辦企業，分別提出禁業要求。[185][186]
- 6月21日：就消息指超星学习通應用程式大量用戶數據洩露，該平台發布聲明指已經展開排查並報警處理。[187]。
- 6月22日：中國廣電總局和文旅部聯合發布《網絡主播行為規範》，包括31種行為禁忌。[188]
- 6月24日：十三屆全國人大常委會通過一批任免名單，包括王小洪代替趙克志出任公安部部長。[189]
- 6月25日：中國公安部部署全國公安機關展開夏季治安打擊整治「百日行動」。[190]
- 6月27日：中國國家網信辦發布《互聯網用戶賬號信息管理規定》，自2022年8月1日起施行。[191]
- 6月29日：中國工信部宣布即日起取消通信大數據行程卡的「星號」標記。[192]
- 6月30日：
  - 彭博社等媒體報道指，有黑客在網上聲稱從上海警察的數據庫竊得10億中國公民的個人信息，並以10個比特幣的價格公開售賣；中國當局未有證實和回應事件。[198]
  - 新疆麥趣爾公司生產的兩批純牛奶被曝驗出不合格成分丙二醇，引發熱議，同日該公司開盤後跌停。[199][200]

### 7月
- 7月1日：中共中央總書記習近平前往香港出席慶祝香港回歸祖國25周年大會暨第六屆特區政府就職典禮。[204]
- 7月2日：內地工程船「福景001」在廣東陽江海域遇上颱風暹芭失事沉沒，30人棄船逃生，其中至少25人遇難、4人獲救。[212]
- 7月5日：網曝廣西桂林全州縣以「社會調劑」爲名將超生孩童統一抱走，父母上訪被拒，引發熱議；全州縣衛健局局長等多人同日被停職。[213][214]
- 7月6日：內地品牌鍾薛高的雪糕早前被指置於31℃一小時或用火燒亦不融化，引發熱議；品牌方回應指所有生產均合法合規，且檢測合格。[218]
- 7月8日：中國公安部原副部長孫力軍受賄、操縱證券市場、非法持槍案一審宣判，孫力軍認罪，法庭擇期宣判。[219]
- 7月10日：網傳數千名受河南村鎮銀行弊案影響的存戶前往鄭州維權，爆發警民衝突，多人被打傷或帶走[226]；河南省金融監管機構次日宣布，將分類分批先行墊付四家村鎮銀行賬外業務客戶的本金[229]。
- 7月12日：中共中央總書記習近平前往新疆考察調研，爲期4天。[230]
- 7月13日：社交平台微博宣布將集中整治利用諧音字、變體字等「錯別字」發布、傳播「不良信息」的違規行為。[231]
- 7月14日：因應全國多個省市因樓盤爛尾引發業主集體停供房貸，多家銀行公告稱涉事貸款佔比小、總體風險可控。[241]
- 7月15日：中國國家統計局公布主要經濟數據，2022年上半年GDP年增2.5%，其中第2季度年增僅0.4%，增速創2020年以來新低。[246]
- 7月16日：法國時裝品牌迪奧（Dior）的新款半身裙被中國網民質疑「抄襲」漢服的馬面裙，隨後在內地被下架。[247][248]
- 7月17日：內地男藝人易烊千璽宣布放棄入職中國國家話劇院，以回應輿論爭議。[249]
- 7月21日：長江特有物種白鱘（Psephurus gladius）被正式宣告滅絕。[250][251]
- 7月22日：針對南京玄奘寺供奉日本侵華戰犯牌位，當局責令該寺撤換住持並停運整頓，又處分多名官員。[252][253]
- 7月24日：中國空間站第二個大型艙段問天實驗艙發射升空，準確進入預定軌道。[254][255]
- 7月25日至7月29日，因大陆威胁南西·裴洛西不得訪問台灣，台湾舉行萬安45號和漢光38號實彈演習
- 7月26日：四川樂山市沐川縣一名男子持槍擊傷2人、持械殺害3人後逃匿，嫌犯是在職民警，其於30日被警方發現墜亡。[264]

福建龙田机场似已扩建完工，并有改装后的歼-6无人机进驻。
- 7月27日，广东海事局发布了于29日、30日在琼州海峡西部海域指定范围进行军事演习的禁航公告。
- 7月28日：中紀委公布，中國工信部黨組書記兼部長肖亞慶因涉嫌違紀違法，正接受審查調查。[265][266]广东海事局发布了于30日在大萬山島东南海域指定范围进行军事演习的禁航公告。中华人民共和国对于佩洛西8月的亚洲行会顺道访问台湾认为是挑衅行为，发出严厉警告，甚至不排除针锋相对的军事行动；美国对华鹰派认为不能让美国的外交决策屈从于北京的恐吓，所以佩洛西必须访台；原本就紧张的中美关系陡然升温，新加坡联合早报社论称佩洛西访台可能致中美双方成骑虎难下之势，中国人民解放军无人机在馬祖列島上空盘旋，中华民国防空部队发信号弹驱离。
- 7月30日：中紀委公布，國家集成電路基金公司總經理丁文武涉嫌嚴重違法，正接受審查調查。[267][268]解放军在福建平潭附近水域实弹射击；至7月31日期间，南部战区、东部战区的海军、空军进行了多个涉及登陆的实战化演练[36][37]。福建平潭海事局发布航行警告，8时至21时，福建平潭一岐屿附近水域执行实弹射击训练任务，禁止一切船舶进入。具体警戒封锁区域为：25°25′27″N 119°48′15″E、25°21′55″N 119°44′35″E、25°14′45″N 119°48′17″E、25°22′10″N 119°53′27″E四点连线范围内水域。中華民國國防部表示，有关台海周边空域的解放军军机、舰只动态，國军运用联合情报监侦手段，均能全程掌握，美国联邦众议院议长佩洛西出发开始亚太访问之旅。
- 7月31日：當紅網絡短片《二舅》被指多處涉及造假和抄襲，原片被撤出Bilibili首頁，引起廣泛關注。[273]一架运-8反潜机进入台湾西南防空识别区（ADIZ），中華民國空軍派遣空中巡逻兵力应对、广播驱离、防空导弹追踪监控。当天中午，台灣海峽大型巡航救助船「海巡06」輪駛離福建海事局平潭海事監管基地碼頭，開始为期7天的巡航執法活動。

### 8月
- 8月1日：中國人民解放軍建軍95周年[274]；東部戰區發布題爲「重磅發布：嚴陣以待，聽令而戰」的軍事演習短片[275][276]。中国人民解放军北部战区海軍某艦艇訓練中心組織2艘055型驅逐艦和1艘052D型驅逐艦組成艦艇編隊，開展連續10天的海上訓練，進行了實際使用武器等多個課目訓練。中華人民共和國海事局发布公告，渤海北部及南海部分海域分別於8月1日下午2時及8月2日凌晨0時起，舉行實彈射擊及軍事訓練，禁止船隻進入。4架歼-16进入台湾西南防空识别区（ADIZ）。中国人民解放军东部战区发布称“严阵以待，听令而战，埋葬一切来犯之敌，向着联战胜战前进”，并發布軍演影片。据《日经亚洲》报导，为了确保佩洛西一行的安全，美军在台湾周围部署的海军力量包括里根号航空母舰，部署在冲绳附近的的黎波里号两栖攻击舰，及部署在日本九州岛南端佐世保市附近的美利坚号两栖攻击舰。飞行追踪网站显示，两架美国空军的HC-130J战斗搜救机已经从阿拉斯加重镇安克雷奇抵达冲绳。陪同它们前来的是多架KC-135同温层加油机。在距离更远的太平洋地区，美国海军的林肯号航空母舰、黄蜂级两栖攻击舰艾塞克斯号和其他36艘军舰，以及3艘潜艇正在夏威夷参加“環太平洋軍事演習”（RIMPAC）。美海军陆战队首支F-35闪电II战斗机中队也部署在林肯号上。
- 中國海關總署即日起禁止過百家台灣食品廠的產品進口。[277][278]
- 8月2日：多架解放军戰機飛近台海中線，還有海洋測量船、研究船、驅逐艦及伴隨的飛彈護衛艦出現蘭嶼、花蓮外海。美國航空母艦雷根號、飛彈巡洋艦安提坦號、驅逐艦希金斯號、兩棲突擊艦的黎波里號及美利堅號等駛向台灣附近海域。有軍事觀察者發現，解放軍的航空母艦遼寧號、山东号已先後離開山東省、海南省。当日21架次解放軍飞机（8架殲11戰機、10架殲16戰機、1架空警500預警機、1架運9通信對抗機、1架運8電偵機）进入台湾西南防空识别区（ADIZ），但并未穿越台灣海峽中線。東部戰區發布中国人民解放军演練的影片，影片顯示福建省軍區在閩南組織民兵防空實彈射擊，檢驗整體作戰能力，並表示時刻準備戰鬥。針對美國眾議院議長佩洛西晚間抵達台灣，中國外交部發聲明表示堅決反對、嚴厲譴責，向美方提出嚴正交涉和強烈抗議[279][280]；中國國防部宣布將展開一系列「針對性軍事行動」予以反制[281]。
- 8月3日：中國商務部宣布即日起暫停對台灣出口天然砂[282][283]；中國海關總署即日起暫停從台灣輸入柑橘類水果和冰鮮白帶魚、凍竹筴魚[284]。
- 中共中央台辦宣布對「台獨」頑固分子關聯機構採取「惩戒」措施。[285]浙江溫州市國安局刑事拘傳審查台男楊智淵，指他長期從事「台独」分裂活動、涉嫌危害國家安全。
- 8月3日，中華民國國軍表示，凌晨2時花蓮港外37浬，一艘解放軍飛彈驅逐艦，往南航行；凌晨4時蘭嶼東南方45浬，一艘解放軍飛彈驅逐艦，往北航行；空軍方面，8月3日零時起解放軍軍機多批次欲穿越臺灣海峽中線，到約莫凌晨兩點收隊。一直到早上八點解放軍軍機再連續進入台灣北部、西部及西南空域；共有27架戰機（6架殲-16、6架殲11、16架蘇愷30）侵擾台灣防空識別區（ADIZ），其中6架殲11、16架蘇愷30徘徊於海峽中線。國家中山科學研究院3、4日在屏東九鵬基地朝台東外海火砲試射如期進行。晚間，中華民國陸軍金門防衛指揮部(以下簡稱金防部)於金門、北碇等地發現不明飛行器掠過，並研判為無人機。这是继上月28日，解放军两度用无人机战巡马祖以来，金门首度出现无人机进入的状况，並且是金防部首次發射信號彈驅離示警。
- 8月4日至8月7日，中國人民解放軍在台湾岛周围海域和空域，进行重要军事演训行动并组织实弹射击。4日12时，演訓正式開始，包括在台湾岛周围的水域和空域进行实弹射击。距離演習海域較遠的花蓮港、和平港的漁船、賞鯨船，及台灣岛内空運均正常作業。中華民國國防部表示，解放軍於下午約13:56起，向台灣北部南部及東部周邊海域，發射11枚東風系列彈道飛彈。路透社報導下午2點左右，解放軍在馬祖島附近發射了兩枚導彈。中華民國空軍發布解放軍軍機動態，22架解放军军机穿越台灣海峽中線，其中8架殲11戰機、2架殲16戰機穿越台海中線末端，12架蘇愷30戰機穿越台灣海峽中線中段以北，並以廣播驅離、防空飛彈追監。下午，解放軍東部戰區新闻发言人称，東部戰區火箭軍部隊已對台灣東部外海預定海域，實施多區域、多型號常導火力突擊，導彈全部精準命中目標，任务已圆满完成，解除相關海空域管控。日本防卫省于晚间公布日本自卫队监测的中国所发射的9枚东风飞弹细节，推定其中5枚落于日本专属经济海域，并有4枚穿越台湾上方。中華民國國防部否認，后又回应飛行路徑位於大氣層外未进入领空。這不但是解放軍首次以東風系列導彈飛越台灣上方的外太空，也是解放軍第一次對台「環島」的實戰化軍事演習。
- 8月5日，中华人民共和国外交部以「佩洛西不顧中方嚴重關切和堅決反對執意竄台，嚴重干涉中國內政，嚴重損害中國主權和領土完整，嚴重踐踏一個中國原則，嚴重威脅台海和平穩定」為由，对美国国会众议长佩洛西及其直系亲属采取制裁措施。同時宣佈取消安排中美两军战区领导通话、取消中美国防部工作会晤、取消中美海上军事安全磋商机制会议、暂停中美非法移民遣返合作、暂停中美刑事司法协助合作、暂停中美打击跨国犯罪合作、暂停中美禁毒合作和暂停中美气候变化商谈。中華民國陸軍表示，晚上發現4批、7架次無人機進入金門、烈嶼及北碇地區禁限制水域上空。另外歼10战机7架次、歼11战机6架次、歼16战机10架次、苏30战机24架次、运8远程干扰机1架次、以及运8反潜机1架次等飞机突破台湾海峡中线。中華民國空军则派遣空中巡逻兵力应对、广播驱离，并以防空飞弹追监。有民船拍攝到中華民國海軍成功級巡防艦攔截中國人民解放軍海軍长春号导弹驱逐舰，稱兩艦最近的距離只有200碼，最後中国军舰向西駛離。同日美方也派出了7架軍機，觀察並搜集情報。
- 8月6日，中華民國國防部表示，20架次解放军军机、14艘次解放军军舰在台海周邊演習，部分逾越海峽中線，並在東部海域偵獲共艦在與那國島及宜花之間海域，海軍168艦隊基隆級艦持續監控南京號飛彈驅逐艦，國防部發布畫面顯示海軍馬公號驅逐艦在東部海域監控解放军海军马鞍山号导弹护卫舰。晚間發現無人機2批3架次，再次進入金門及北碇地區禁限制水域上空。 另外，日本防衛省也派艦對解放軍軍艦進行情報收集與警戒監視。6日、7日，台湾海軍海上戰術偵蒐大隊的銳鳶無人機進駐屏東縣恆春機場並升空，疑似與解放軍無人機於台灣西南空域周旋對峙。台湾海軍168艦隊左營號驅逐艦（DDG 1803）從8月6日起至9日止，在東部外海持續監控052D型南京號飛彈驅逐艦動態，並公開海軍監控共艦相關照片，並有影片曝光兩艦對峙，同時日本防衛省海上自衛隊十和田級補給艦也遠程監控。新聞引述《尖端科技軍事雜誌》，中华民国海軍基隆級左營軍艦監控中国人民解放军海军南京艦達約三日，在任務圓滿後返回港口整補。
- 8月7日，APT 27宣佈，對台網路攻擊暫時結束，8月2日起台湾大量网站被攻击。西方情報認為該組織在中國大陸，由北京在背後支持。路透社詢問中國大陸官方時被拒絕回應。因應COVID-19疫情，海南儋州市、萬寧市即日起實行「臨時性全域靜態管理」；瓊海市則實行「臨時性全域相對靜態管理」；海南全省即日起展開全民核酸檢測。中國民航局即日起調整國際航班熔斷措施。

廣東省運動會一場男足決賽被指「踢假球」而引發廣泛關注，中國足協翌日宣布派人前往廣州調查。东部战区公布的视频显示，疑似解放军军机靠近台北阳明山和淡水河口。中國人民解放軍東部戰區宣布「東部戰區繼續位台島周邊海空域進行實戰化聯合演訓」，繼續位台島周邊海空域進行實戰化聯合演訓，此前大連海事局也在黃海南部、渤海部分海域發出航行警告。
- 8月8日，東部戰區仍宣布继续联合演训，晚间，陸軍馬祖防衛指揮部表示發現9個不明光點，掠過南竿禁限制水域上空，駐守部隊射擊信號彈示警，另有1架次無人機進入金門禁限制水域上空。即日起一連2日在廣東湛江東部海域進行射擊訓練，並發布航行警告。河南寧陵縣因應COVID-19疫情延長「靜默管理」，《農民日報》同日刊文質疑措施令農民種地難。西藏日喀則市即日起全市實行「靜默管理」，至少延長至8月21日。安徽省政府下發通知，要求各地各部門深入開展全民節電行動，旨在「緩解能源供應緊張狀況」。中華民國國防部称，根据其统计数据，中國大陸方面自8月1日至8日軍演前後共對台發佈272則假訊息，其中多以“擾亂軍民士氣”為目的，也有部分意在“營造武統氛圍”、“打擊政府威信”，顯示以軍事行動搭配認知作戰，對國軍進行恫嚇。
- 8月9日，解放军飞行员巡视澎湖以及海军拍摄台湾东部。中國人民解放軍即日起一連3日在黃海南部特定海域進行實彈射擊，並發布航行警告。「國家芯片大基金」的管理公司有3名高管因涉嫌嚴重違紀與/或嚴重違法被當局調查。中國大陸醫療科普博主「丁香園」旗下「丁香醫生」等多個平台的系列賬號被禁言或屏蔽。因應COVID-19疫情，位於西藏拉薩的布達拉宮、羅布林卡、西藏博物館暫停對外開放。河北廊坊市宣布取消戶籍及社保等購房條件，並解除重點區域住房限售，被指是近年來中國大陸首例。
- 8月10日，中共中央台辦、國務院新聞辦发布第三份台湾问题白皮书《台湾问题与新时代中国统一事业》。中國國民黨副主席夏立言即日起率團訪問中國大陸，黨部公布行程，澄清不會到訪北京。中華民國國防部發布4日起到8日中國人民解放軍圍台影像，其中，中國人民解放軍海軍的马鞍山号导弹护卫舰距中華民國海軍馬公號驅逐艦僅100碼，為兩岸軍艦數十年在台海周遭海域最接近一次下午，东部战区新闻发言人施毅正式表示，东部战区近期联合军事行动成功完成，有效检验部队作战能力。此後，战区部队将監視台海形势变化，持续开展练兵备战，常态组织台海方向战备警巡等等，加長階段軍演結束。無COVID-19疫情的山東臨沭縣舉行全員核酸檢測「大比武」，隨機劃區進行演練，引發爭議。「弦子」控訴央視主持人朱軍性騷擾案二審開庭，法庭認爲證據不足，維持原判敗訴。江蘇蘇州市有女子身穿浴衣式和服在淮海街街頭拍照時，被警察以涉嫌尋釁滋事帶走。
- 8月11日，立陶宛交通及通訊部政務次長愛格涅率團訪問台灣，北京稱將會繼續回應。浙江義烏市即日起全市實施3天「靜默管理」。針對四川、重慶、湖北、湖南、江西、安徽等地持續乾旱，中國國家防總啟動抗旱四級應急響應。芯片設計公司ARM前總裁Tudor Brown宣布辭任中芯國際董事；趙海軍亦辭任董事。浙江寧波市火災，7人當場死亡。
- 8月12日，中國國企中國人壽、中國石油、中國石化、上海石化、中國鋁業同日宣布將自美國退市。河南鄲城縣由於經營困難，公交全部停運。中國銀保監會指，河南、安徽5家村鎮銀行吸收並非法佔有公眾資金，涉嫌嚴重犯罪。河南銀保監會兩官員接受監察調查。中國大陸對早前率團訪台的立陶宛交通與通訊部副部長瓦伊丘凱維丘特實施制裁。中國中央氣象台發出史上首個國家級高溫紅色預警。
- 8月15日，东部战区再次在台湾周边海空域组织多军兵种联合战备警巡和实战化演练。空军飞行员再次俯瞰澎湖列岛，分析稱應該是回應美国联邦参议院外交委员会亚太小组主席马基（Ed Markey）率团访台。
- 8月16日：中国国务院总理李克强在深圳市主持召开经济大省政府主要负责人座谈会，并在当地展开2天考察[286][287]；中共中央总书记习近平即日起先後到辽宁锦州市和渖阳市考察[288]。中共中央台辦發言人受權宣佈，公佈蕭美琴、顧立雄、蔡其昌、柯建銘、林飛帆、陳椒華、王定宇等為列入清單的“台獨”頑固分子。发言人表示，当日公布的“台独”顽固分子名单并非清单的全部]。一架大陆民用型無人機拍攝到金門二膽島崗哨，影片顯示金门哨兵向无人机扔石头驱离。
- 8月18日，多家私募機構接獲中国证券投资基金业协会發出的「關於落實反制要求並完善相關機制的通知」，要求私募機構要嚴格落實對裴洛西及其直系親屬的制裁措施。中華民國總統蔡英文發布影片，從影片中可見，解放軍054A飛彈護衛艦許昌號、安陽號與國軍海軍艦艇在東海岸外近距離監控併航。中華民國海軍高層證實，兩艦最近距離僅24公尺。
- 8月24日，晚間夏立言與前中共中央台辦主任、海協會會長張志軍餐敘
- 8月25日，晚間，夏立言與中共中央台辦副主任陳元豐餐敘
- 8月26日，东部战区发布视频，展示在台湾周边海域、空域进行演练的情形。
- 8月29日，金门守军表示，發現民用無人機1批1架次，進入獅嶼地區禁限制水域上空；中华人民共和国外交部发言人赵立坚對此回應，中国的无人机飛到中国的领土，不值得大惊小怪。中華民國外交部晚間回應，台灣人民不歡迎這種賊，中國頻繁騷擾是「區域麻煩製造者」。白宮國家安全會議發言人柯比表示，如果情況屬實，美國不會接受北京試圖建立「新常態」的作為。
- 8月30日，台军於大膽、二膽、獅嶼地區發現民用無人機3批3架次，另外發現無人機1批1架次再次進入二膽地區，守軍遂進行防衛射擊驅離，至此始以實彈射擊反制；
- 8月31日：聯合國人權事務高級專員辦事處發佈《新疆人權報告》，認為中國政府針對維吾爾族和其他穆斯林社群存在嚴重侵犯人權行為[289]。台军於大膽、草嶼及烈嶼地區，發現大陆民用無人機3批3架次。

### 9月
- 9月1日，金防部表示1架不明民用無人機進入獅嶼地區，駐守部隊予以擊落，是陸軍首度擊落中國的民用空拍無人機。陸委會表示，依照兩岸條例，大陸民用航空器未經許可進入金馬等外島限制區域。中共中央台辦稱民進黨炒作議題，批極其荒唐可笑。
- 9月3日，廈門市公安局、中國民用航空廈門安全監督管理局與廈門市氣象局共同發布關於第22屆中國國際投洽會期間加強民用小型航空器和空飄物管理的通告。為確保投洽會安全順利舉行，根據「通用航空飛行管制條例」、「廈門市民用無人駕駛航空器公共安全管理辦法」，宣布於9月3日至12日期間禁止在廈門起降無人機等小型航空器
- 9月5日：四川泸定地震，造成至少93人死亡，另有25人失联、至少423人受伤。
- 9月18日：贵州省三都县发生重大交通事故，造成至少27人身亡、20人受伤[290]。

### 10月
- 10月3日：隨著陸豐22-1油田恢復生產，中國首個深海固定採油平台「海基一號」正式投產。
- 10月14日：江西省上饶市铅山县致远中学15岁的高一学生胡鑫宇在校园离奇失联，也称胡鑫宇案。
- 10月16日：在北京市發生四通橋抗議後，中國共產黨在人民大會堂舉行第二十次全國代表大會。在22日的闭幕会中途，胡锦涛提前被架走。
- 10月23日，中共二十屆一中全會召開，習近平再次連任中共中央總書記和中共中央軍委主席，開始最高領導人的第三個任期，鄧小平時代以來的「廢除幹部領導職務終身制」事實上終結。

### 11月
- 11月22日：郑州富士康发生暴动，工人和警察发生冲突。富士康新聘员工认为工资津贴未按照合约发放，同时认为园区防疫措施不到位担心感染新冠，因此在当日晚尝试冲出园区。随后和保安发生冲突，后来政府调来大量警力并且冲突升级。富士康在次日回应已履行付款协议。截至11月24日凌晨冲突仍在持续。此次事件大陆主流媒体均未报道，并且禁止在社交媒体讨论。[291]
- 11月24日：新疆乌鲁木齐市天山区吉祥苑小区一高层住宅楼发生火灾，造成10人死亡、9人受伤[292]。由于疫情封锁导致救援人员无法第一时间进入起火楼救援，民众在网上表达对清零政策的不满。[293]
- 11月24日起，全国大规模爆发白紙運動，也称“白纸革命”。
- 11月25日：北京市朝阳区人民法院对加拿大籍艺人吴亦凡强奸、聚众淫乱案进行一审公开宣判，以强奸罪、聚众淫乱罪判处吴亦凡有期徒刑十三年，附加驱逐出境[294]。当天，北京市税务局第二稽查局宣布对吴亦凡追缴税款、加收滞纳金并处罚款，两项共计6.00亿元[295]。
- 11月29日：搭载长征二号F运载火箭的神舟十五号载人飞船从中国酒泉卫星发射中心升空[296]。
- 11月30日：新华社发布《告全党全军全国各族人民书》，宣布第三代领导人、前中共中央总书记江泽民因患白血病合并多脏器功能衰竭抢救无效，在上海病逝，享寿96岁[297]。现任中共中央总书记习近平担任治丧委员会主任委员[298]。

### 12月
- 12月1日：中共中央总书记习近平表示国内示威是源于新冠疫情抗疫三年学生感到沮丧，承认现流行的奥密克戎株远不如德尔塔株致命。[299]
- 12月7日：國務院聯防聯控機制發布「新十条」，結束三年清零政策走向與病毒共存[300]。
- 12月26日：国家卫健委发布《关于对新型冠状病毒感染实施“乙类乙管”的总体方案》，提出取消针对入境人员的全员核酸检测和集中隔离[301]。

- 本年出生956万人，死亡1041万人，人口減少85万。这是自1960年“大跃进”运动后的全国性饥荒之后，人口首次下降。[302][303]

## 灾难与事故
此欄列出2022年中國大陸的主要災難與事故。
| 时间     | 灾难或事故                               | 逝者人数               |
| -------- | ---------------------------------------- | ---------------------- |
| 1月4日   | 贵州毕节在建工地山体滑坡                 | 14                     |
| 1月7日   | 重庆市武隆区一所街道办食堂发生爆炸并坍塌 | 16                     |
| 2月25日  | 贵州三河顺勋煤矿“2·25”重大顶板事故       | 14                     |
| 3月1日起 | 2022年3月上海市2019冠状病毒病聚集性疫情  | ＞595（随事态增加）    |
| 3月21日  | 中国东方航空5735号班机空难               | 132                    |
| 4月29日  | 2022年长沙自建房倒塌事故                 | 53                     |
| 5月16日  | 广东韶关浈江区一辆面包车坠河             | 10人                   |
| 7月2日   | 台风”暹芭“过境期间“福景001”轮走锚事故    | 25人遇难，1人失踪      |
| 7月23日  | 甘肅白銀市一家煤礦企業發生山體坍塌       | 10人                   |
| 8月17日  | 青海大通山洪灾害                         | 16人遇难，36人失踪     |
| 9月2日   | 唐山迁西县透水事故                       | 14人遇难，1人失踪      |
| 9月5日   | 四川泸定地震                             | 93人死亡，另有25人失联 |
| 9月18日  | 贵州省三都县重大交通事故                 | 27人                   |
| 9月28日  | 吉林长春"9.28"餐厅重大火灾事故           | 17                     |
| 11月21日 | 河南安阳“11.21”厂房火灾事故              | 38                     |
| 11月24日 | 2022年新疆乌鲁木齐高层住宅楼火灾         | 10                     |
| 12月24日 | 新疆伊犁金矿坍塌事故                     | 18人失联               |

### 事故
- 1月2日：湖南省湘潭市发生一起物体打击事故，事故造成1人死亡、5人受伤[315]。
- 1月5日：河南省安阳市发生一起爆炸事故，造成3人死亡[316]。
- 1月18日：甘肃省通渭风电基地华家岭西风电场5万千瓦项目施工过程中，发生一起触电事故，造成1人死亡、1人受伤[317]。
- 2月19日：安徽亳州市一辆電動三輪車意外墜河，造成6人死亡。[318]
- 2月12日：遼寧沈陽市一輛公共汽車發生爆炸，造成1人死亡、42人受傷。[319]
- 2月19日：江西省九江市一公司清泥作业时发生中毒窒息事件，造成2人死亡、2人受伤[320]。
- 2月25日：贵州省黔西南州贞丰县三河顺勋煤矿发生一起重大顶板事故，造成14人死亡，直接经济损失2288.47万元。事故调查组在开展调查过程中，发现该矿在2022年1月13日还发生一起死亡1人的瞒报事故。[306]
- 3月6日：九江市卫生学校经开区校区EPC工程总承包项目施工时，发生一起脚手架坍塌事故，造成1人死亡，2人受伤[321]。
- 3月8日：江蘇鎮江新區工地發生火災，造成7人死亡、4人受傷。[322]
- 3月11日：河南鹤壁发生一起高处坠落事故，造成1人死亡1人受伤[323]。
- 3月21日：搭載132名乘客的中国东方航空MU5735号班机在广西梧州坠机，机型为波音737-800。[84]
- 3月31日：河南省济源市发生一起有毒气体泄露事故，造成2人死亡，13人入院治疗[324]。
- 4月3日：成都崇州市一架動力三角翼滑翔機墜毀，機上2人死亡。[325]
- 4月5日：廣東清遠市一家鋁業加工廠發生爆炸，造成4人死亡、1人重傷。[326]
- 4月18日：河南鄭州市一所游泳館的房頂局部坍塌，造成3人死亡、9人受傷。[327]
- 4月28日：湖南省湘潭市发生一起高空坠落事故，事故造成1人死亡[328]。
- 5月2日：甘肅蘭州野生動物園發生觀光車側翻事故，遊客墜入排洪道，造成2人死亡、15人受傷。[329]
- 5月3日：甘肅蘭州一個工地有吊臂折斷倒塌，4名工人墜地，其中3人死亡。[330]
- 5月4日：雲南大理市一條在建隧道有大量泥沙和地下水湧入導致坍塌，造成至少1人死亡、2人失蹤。[331]
- 5月12日：西藏航空在重慶江北機場起飛時衝出跑道並起火，機上122人全部安全撤離，其中超過40人受傷。[332]
- 6月4日：貴廣高鐵D2809次列車在榕江站遇上泥石流並發生脫軌事故，造成1人死亡、8人受傷。[161]
- 6月9日：
  - 中國人民解放軍空軍一架殲-7戰機訓練失事，墜入湖北襄陽市民房引發火災，造成民眾1死2傷，飛行員成功跳傘。[167]
  - 浙江杭州市有座主題樂園因施工不當引發大火，造成至少6人死亡、19人受傷，相關企業負責人已被警方控制。[333][334]
- 6月16日：甘肅蘭州新區化工企業發生爆炸，造成至少6人死亡、8人輕重傷。[335][336]
- 6月18日：國企上海石化位於上海金山區的化工部廠房發生火災，造成1死1傷，有數公里外的民眾稱聽到爆炸聲和聞到刺鼻氣味。[341]
- 6月21日：
  - 天津市寶坻區發生燃氣爆炸事故，造成23人受傷，當中3人重度燒傷。[342]
  - 山東泰安市發生燃氣爆炸事故，造成至少3人死亡、10人受傷。[343]
- 6月23日：中國電動車品牌蔚來汽車在上海的總部有辆測試車從3樓衝出墜地，車內2人不治身亡。[344]
- 6月24日：河北廊坊市發生燃氣爆炸事故，十多家商店被炸毀，造成2人死亡、20人受傷。[345]
- 6月28日：重慶有巴士與貨車相撞，造成5人死亡、12人受傷；上海有巴士失控衝下路邊河道，3人送醫。[346]
- 7月2日：河北石家莊有牌樓頂部倒塌，造成至少8人死亡、1人受傷，當局稱是極端天氣導致。[347][348]
- 7月5日：黑龍江伊春疑似發生燃氣爆炸事故，一棟3層房部分坍塌，造成至少1人死亡、2人受傷、2人失聯。[349][350]
- 7月7日：山西呂梁市臨縣有越野車衝向婚禮人群，造成5人死亡、6人受傷，司機被捕。[351][352]
- 7月16日：四川遂寧市蓬溪縣一個遊樂場的氣墊游泳池垮塌，多人被沖下河流，造成1人死亡、7人受傷。[357]
- 7月17日：浙江寧波市有漁船被下擊暴流引發的強風吹至側翻，16人墜海，當中7人死亡。[358]
- 7月19日：天津市有住宅發生燃氣爆炸，一棟6層高建築損毀，造成4人死亡、13人受傷。[359]
- 7月23日：甘肅白銀市一家煤礦企業發生山體坍塌，造成10人死亡、7人受傷。[310]
- 7月24日：湖南省湘潭市发生炉膛闪爆
- 事故，造成1人死亡[360]。
- 7月28日：河南舞陽縣有汽車連撞多人並逃逸，至少1人死亡、28人受傷，司機被捕，當局稱屬刑事案件。[361][362]
- 7月31日：青海海南藏族自治州一名兒童失足落水，多名親屬下水營救，造成至少6人溺亡、1人留醫。[363]
- 9月2日：唐山市迁西县桃树峪铁矿有限公司发生一起透水事故，迁西县上报的情况是井下有2名作业人员被困。而当16日23时，救援结束后。经搜救和公安机关调查取证，发现事故造成14人死亡，1人失联，存在谎报行为。[312]
- 9月18日：贵州省三都县发生重大交通事故，造成至少27人身亡、20人受伤。[290]
- 9月28日：吉林省长春市高新区宏禹小油饼百姓餐厅发生爆炸燃烧事故，造成17人死亡、3人受伤。经相关部门调查认定事故系“气改油”违规施工引发爆炸。[364]
- 10月3日：内蒙古呼伦贝尔市陈巴尔虎旗宝日希勒镇的国能宝日希勒能源有限公司露天煤矿的一名装载机司机遇塌陷死亡[365][366]。
- 10月4日：九江经济技术开发区联信商务广场3楼进行电路分割施工过程中，发生一起触电事故，造成1人死亡[367]。
- 11月21日：河南省安阳市的凯信达商贸有限公司发生火灾，造成38人死亡[368]。
- 11月24日：新疆乌鲁木齐市高层住宅楼火灾，造成10人死亡、9人受伤。[369]
- 12月28日：河南郑新黄河大桥双向发生多车相撞，造成1人死亡。[370]

## 节假日与活动
以下列出2022年中國大陸的重要節日、假日、紀念日及活動。
| 月份 | 重要節日、假日、紀念日及活動 |
| ---- | --- |
| 1月  | - 1月1日：元旦（1月1-3日：元旦假期） - 1月5日：小寒 - 1月10日：中國人民警察節、臘八節 - 1月20日：大寒 - 1月25日：祭灶節 - 1月31日：除夕                                                                                             |
| 2月  | - 2月1日：春節（1月31日-2月6日：春節假期） - 2月4日：立春、北京冬奧開幕 - 2月11日：除夕 - 2月14日：情人節 - 2月15日：元宵節 - 2月19日：雨水 - 2月20日：北京冬奧閉幕                                                                 |
| 3月  | - 3月4日：龍抬頭 - 3月5日：驚蟄、學雷鋒紀念日 - 3月8日：婦女節 - 3月12日：植樹節 - 3月14日：中和節 - 3月17日：中國國醫節 - 3月20日：春分 - 3月25日：全國中小學生安全教育日                                                          |
| 4月  | - 4月1日：愚人節 - 4月5日：清明節（4月3-5日：清明節假期） - 4月20日：穀雨 - 4月22日：世界地球日 |
| 5月  | - 5月1日：勞動節（4月30日-5月4日：勞動節假期） - 5月4日：五四青年節、五四運動103周年 - 5月5日：立夏 - 5月8日：母親節 - 5月21日：小滿                                                                                                |
| 6月  | - 6月1日：兒童節 - 6月3日：端午節（6月3-5日：端午節假期） - 6月6日：芒種 - 6月7日：2022中國高考開考 - 6月19日：父親節 - 6月21日：夏至                                                                                               |
| 7月  | - 7月1日：建黨節、香港回歸25周年 - 7月7日：小暑、七七抗戰紀念日 - 7月11日：國家航海日 - 7月22日：火把節 - 7月23日：大暑 |
| 8月  | - 8月1日：建軍節 - 8月4日：七夕節 - 8月7日：立秋 - 8月12日：中元節 - 8月15日：抗日戰爭勝利紀念日 - 8月23日：處暑 |
| 9月  | - 9月3日：中國人民抗日戰爭勝利日 - 9月7日：白露 - 9月10日：中秋節、教師節（9月10-12日：中秋節假期） - 9月18日：全民國防教育日、九一八事变90周年 - 9月23日：秋分 - 9月30日：烈士紀念日                                               |
| 10月 | - 10月1日：國慶節、中華人民共和國成立73周年（10月1-7日：國慶節假期） - 10月4日：重陽節 - 10月6日：老年節 - 10月8日：寒露 - 10月23日：霜降                                                                                           |
| 11月 | - 11月7日：立冬 - 11月8日：中國記者節 - 11月9日：全國消防安全宣傳教育日 - 11月11日：光棍節、雙十一購物節 - 11月22日：小雪 |
| 12月 | - 12月4日：國家憲法日 - 12月6日：全国哀悼日 - 12月7日：大雪 - 12月13日：國家公祭日 - 12月20日：澳門回歸23周年 - 12月22日：冬至 - 12月24日：平安夜 - 12月25日：聖誕節 - 12月26日：毛澤東誕辰日 - 12月30日：臘八節 - 12月31日：跨年日 |

## 逝世
- 1月7日，劉思齊，92歲，毛岸英之妻。[371]
- 1月10日，趙赫，60歲，中國中央電視台前主持人。[372]
- 4月23日，李三立，87歲，電腦專家、中國工程院院士。[373]
- 4月25日，張廉雲，99歲，張自忠之女，政治人物。[374]
- 4月27日，廖國勳，59歲，時任中共天津市委副書記、天津市人民政府市長。[375]
- 5月9日，莊巧生，105歲，遺傳育種學家、中國科學院院士。[376]
- 5月19日，黃文虎，95歲，機械動力學專家、中國工程院院士。[377]
- 5月21日，王志沖，86歲，翻譯家、作家。[378]
- 5月31日，王哲榮，86歲，坦克車輛設計專家、中國工程院院士。[379]
- 6月3日：伍漢霖，88歲，魚類學家。[380]
- 6月8日，藍天野，95歲，表演藝術家。[381]
- 6月12日，於崇文，98歲，地球化學動力學家、礦床地球化學家、中國科學院院士。[382]
- 6月19日，喬羽，95歲，詞作家、劇作家、中國共產黨黨員。[383]
- 6月24日，張思之，94歲，中華人民共和國第一代法官和律師。[384][385]
- 7月2日，姚璇秋，88歲，潮劇表演藝術家。[386]
- 7月3日，劉文璽，54歲，時任河北省副省長、省公安廳長。[387]
- 7月7日，陳家林，79歲，導演。[388]
- 7月17日，楊福家，86歲，核物理學家、教育家，中國科學院院士、復旦大學原校長。[389]
- 7月21日，周偉，56歲，時任中共甘肅省委常委、省委秘書長。[390]
- 11月30日：江泽民，96歲，前任中共中央總書記、中國國家主席及中央軍委主席。[391]
- 12月20日：
  - 傅祖成，82岁，演员。[392]
  - 吴冠英，67岁，设计师，清华大学教授，[2008年北京夏季奥林匹克运动会]吉祥物[福娃]设计者。[393]
- 12月21日：
  - 赵伊君，92岁，激光技术专家，中国工程院院士。[394]
  - 张国成，91岁，稀土冶金专家，中国工程院院士。[395]
- 12月22日：
  - 顾真安，86岁，材料学专家，中国工程院院士。[395]
  - 龙驭球，96岁，土木工程与结构力学专家，中国工程院院士。[395]
- 12月23日：
  - 卢强，86岁，自动控制和电力系统工程专家，中国科学院院士。[395]
  - 李文华，90岁，生态学和森林学家，中国工程院院士。[395]
  - 蒋华良，57岁，药学家，中国科学院院士，中国科学院上海药物研究所原所长。[395]
  - 张友尚，97岁，生物化学与分子生物学家，中国科学院院士。[395]
  - 马建章，86岁，野生动物管理学家，中国工程院院士。[396]
- 12月24日：
  - 张金哲，102岁，中国小儿外科主要创始人、儿科医学教育家，中国工程院院士。[397]
- 12月25日：
  - 王仲奇，90岁，叶轮机械气动力学专家，中国工程院院士。[398]
  - 童坦君，88岁，北京大学基础医学院生物化学与生物物理学系院士，中国科学院院士。[399]